# پوسته بین
پوسته بین (به انگلیسی: BeanShell) یک مفسر جاوا، رایگان و قابل جاسازی با ویژگی‌های زبان برنامه‌نویسی شیء است که به زبان جاوا نوشته شده است. این برنامه در ماشین مجازی جاوا (JRE) اجرا می‌شود، نحو استاندارد جاوا را به صورت پویا اجرا می‌کند و آن را با امکانات اسکریپت‌نویسی رایج مانند انواع شل، دستورات و بسته‌های متد، مانند مواردی که در پرل و جاوا اسکریپت وجود دارد، گسترش می‌دهد.

## ویژگی‌ها
پوسته بین از شی اسکریپت شده به عنوان بسته های تابع مانند مواردی که در پرل و جاوا اسکریپت استفاده می‌شود، پشتیبانی می کند.
پوسته بین یک پروژه متن باز است و در بسیاری از برنامه ها مانند آپاچی اوپن‌آفیس ، آپاچی انت ، وب‌لوگیک سرور، اپلیکیشن سرور، آپاچی جی‌متر ، جی‌ادیت ، ایمیج جی ، جامپ جی‌آی‌اس ، آپاچی تورنا و بسیاری دیگر گنجانده شده است. پوسته بین یک رابط برنامه نویسی برنامه (API) آسان برای ادغام فراهم می کند. همچنین می تواند در حالت خط فرمان یا در محیط گرافیکی خود اجرا شود.

## تاریخچه[۱]
اولین نسخه پوسته بین (0.96، 1.0) توسط پاتریک نیمایر (به انگلیسی: Patrick Niemeyer) در سال 1999 منتشر شد و به دنبال آن یک سری نسخه منتشر شد. پوسته بین 1.3.0 در آگوست 2003 منتشر شد. نسخه 2.0b1 در سپتامبر 2003 منتشر شد که با نسخه 2.0b4 در می 2005 به اوج خود رسید، که در ژانویه 2015 جدیدترین نسخه ارسال شده در صفحه وب رسمی است.
پوسته بین از سال 1999 در توزیع لینوکس دبیان گنجانده شده است.
پوسته بین تحت استانداردسازی از طریق فرآیند جامعه جاوا (JCP) تحت JSR 274 بود 
انشعابی از پوسته بین و پوسته بین2 ، در می 2007 در وب‌سایت توسعه‌دهندگان گوگل که اکنون ازبین‌رفته است، ایجاد شد. پروژه پوسته بین2 تعدادی اصلاح و بهبود در پوسته بین و چندین نسخه انجام داده است. تا تاریخ ژانویه ۲۰۲۰، آخرین نسخه پوسته بین2 نسخه 2.1.9 است که مارس 2018 منتشر شد. از زمان بسته شدن توسعه‌دهندگان گوگل، این پروژه در گیت‌هاب میزبانی شده است.